# Ariamnes corniger
Ariamnes corniger là một loài nhện trong họ Theridiidae.
Loài này thuộc chi Ariamnes. Ariamnes corniger được Eugène Simon miêu tả năm 1900.